# Open Software Foundation
Die Open Software Foundation (OSF) war ein Softwarekonsortium, das 1988 von AT&T, Bull, HP, IBM, DEC, Nixdorf, Olivetti, Philips und Siemens gegründet wurde, um neue offene Industriestandards für Unix-Betriebssysteme zu entwickeln. 1996 schloss sich die OSF mit X/Open zur Open Group zusammen.

## Produkte
- Der Open Software Foundation Mach Kernel (OSFMK) vereinheitlichte die weitere Entwicklung des Mach-Kernels ab Version 3, nachdem zuvor in verschiedenen Betriebssystem-Projekten teilweise untereinander inkompatible Erweiterungen entstanden.
- Mit OSF/1, später Digital UNIX bzw. Tru64 UNIX, schuf die OSF ein auf OSFMK aufbauendes Unix-Betriebssystem, das kompatibel zu UNIX System V war und die Entwicklung anderer Systeme stark begünstigte, u. a. GNU[1] und Darwin.
- Mit OSF/Motif schuf die OSF eine Grafische Benutzeroberfläche, die bestimmt, wie eine Anwendung aussehen bzw. sich verhalten soll, inklusive Platzierung der Titelleisten, Menüs, Schaltflächen und dergleichen. Motif legte die Basis für das Common Desktop Environment (CDE) der Open Group, das wiederum zu Xfce und KDE inspirierte.